# Palacio de Justicia del Condado de Richardson (Nebraska)
El Palacio de Justicia del Condado de Richardson (en inglés, Richardson County Courthouse) es un edificio de gobiernbo ubicado en Falls City, en el estado de Nebraska (Estados Unidos). Es el palacio de justicia del condado de Richardson. Fue construido entre 1923 y 1925. Fue diseñado por el arquitecto William F. Gernandt en el estilo neoclásico, con "columnas estriadas encajadas, una cornisa con modillones amplia y prominente y una ventana de arco redondo de dos pisos particularmente fina". En el interior, hay dos murales, incluido uno sobre William Penn. El edificio figura en el Registro Nacional de Lugares Históricos desde el 5 de julio de 1990.

## Galería

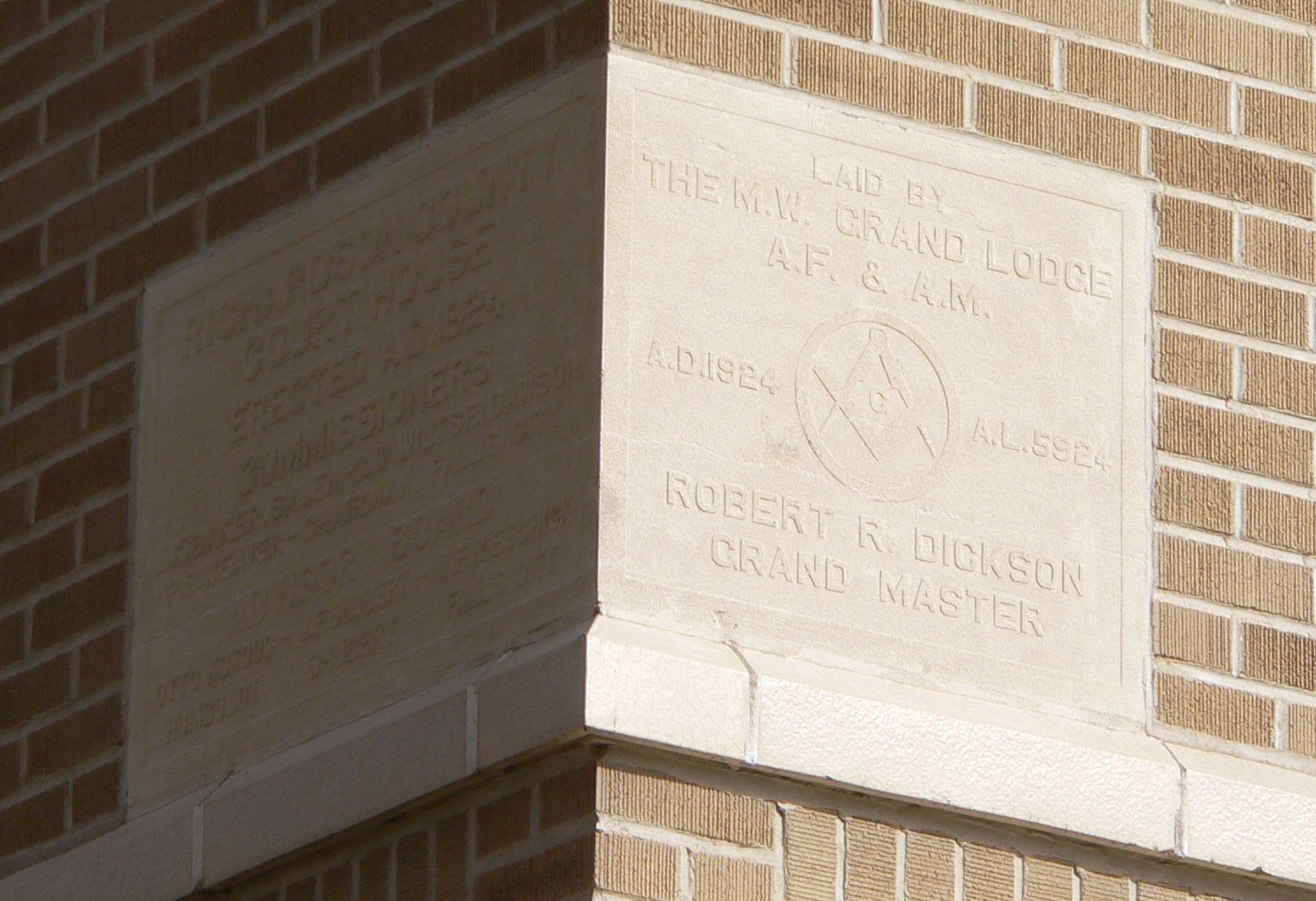
Piedra angular
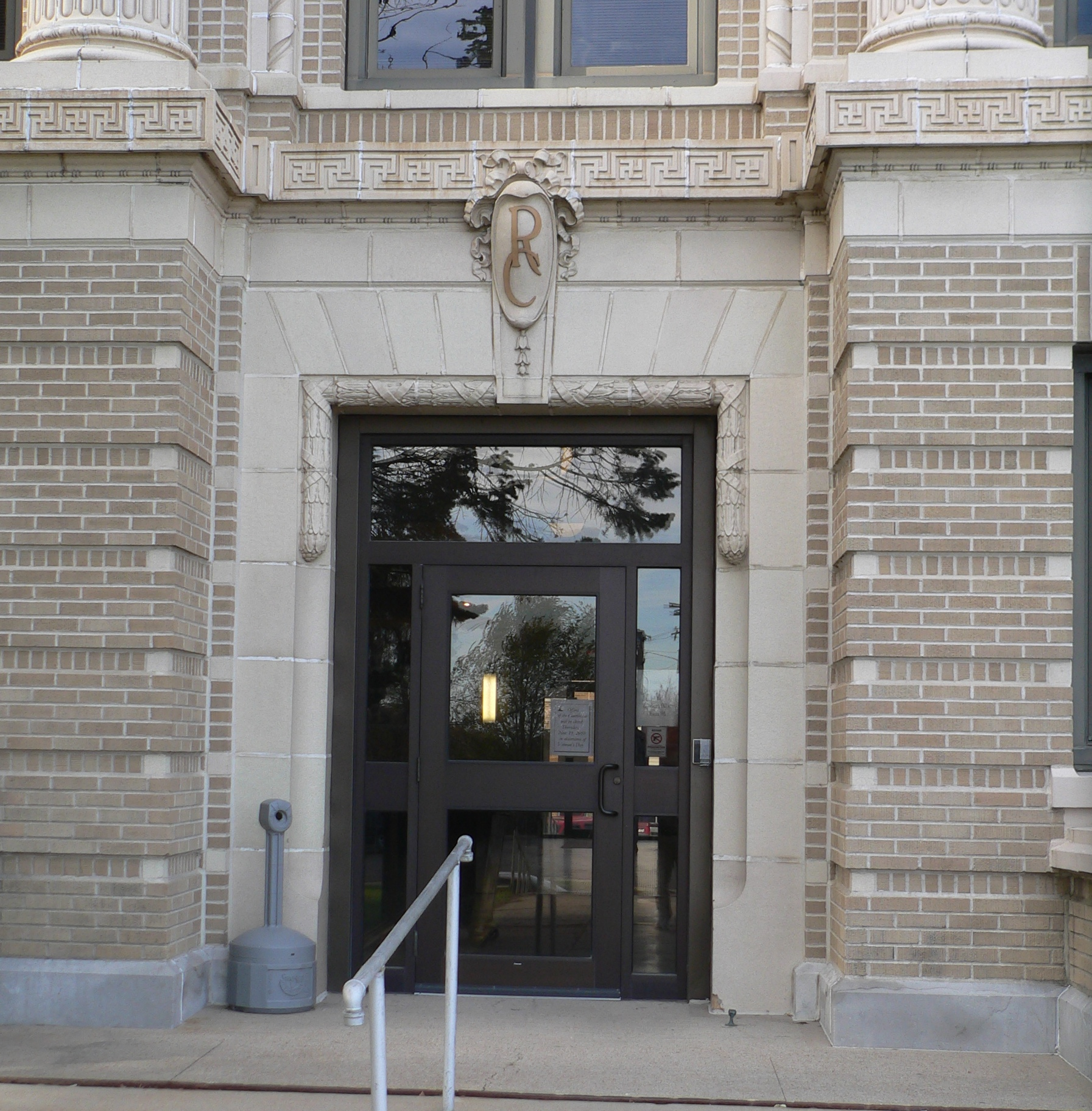
Entrada principal
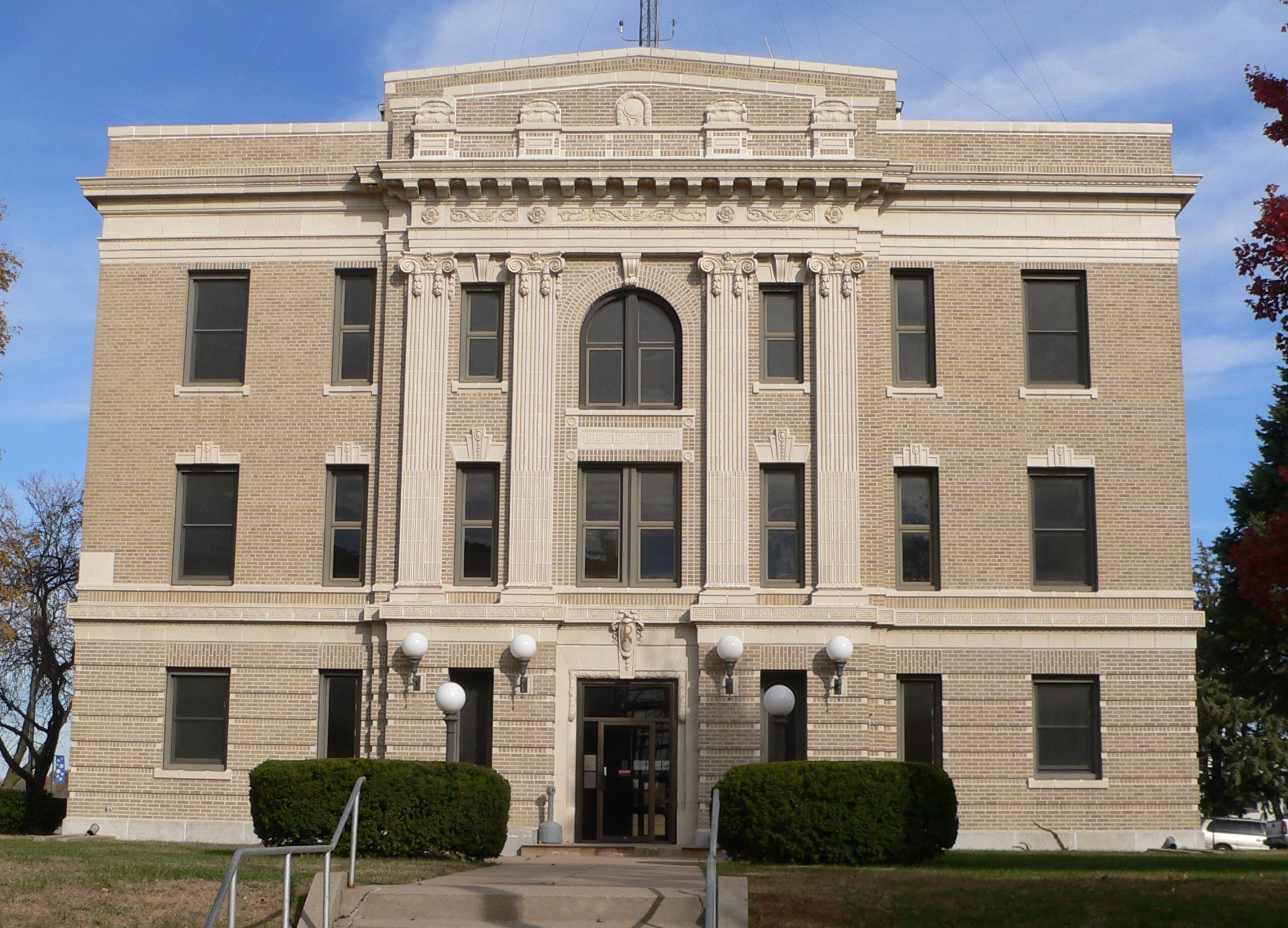
Costado sur
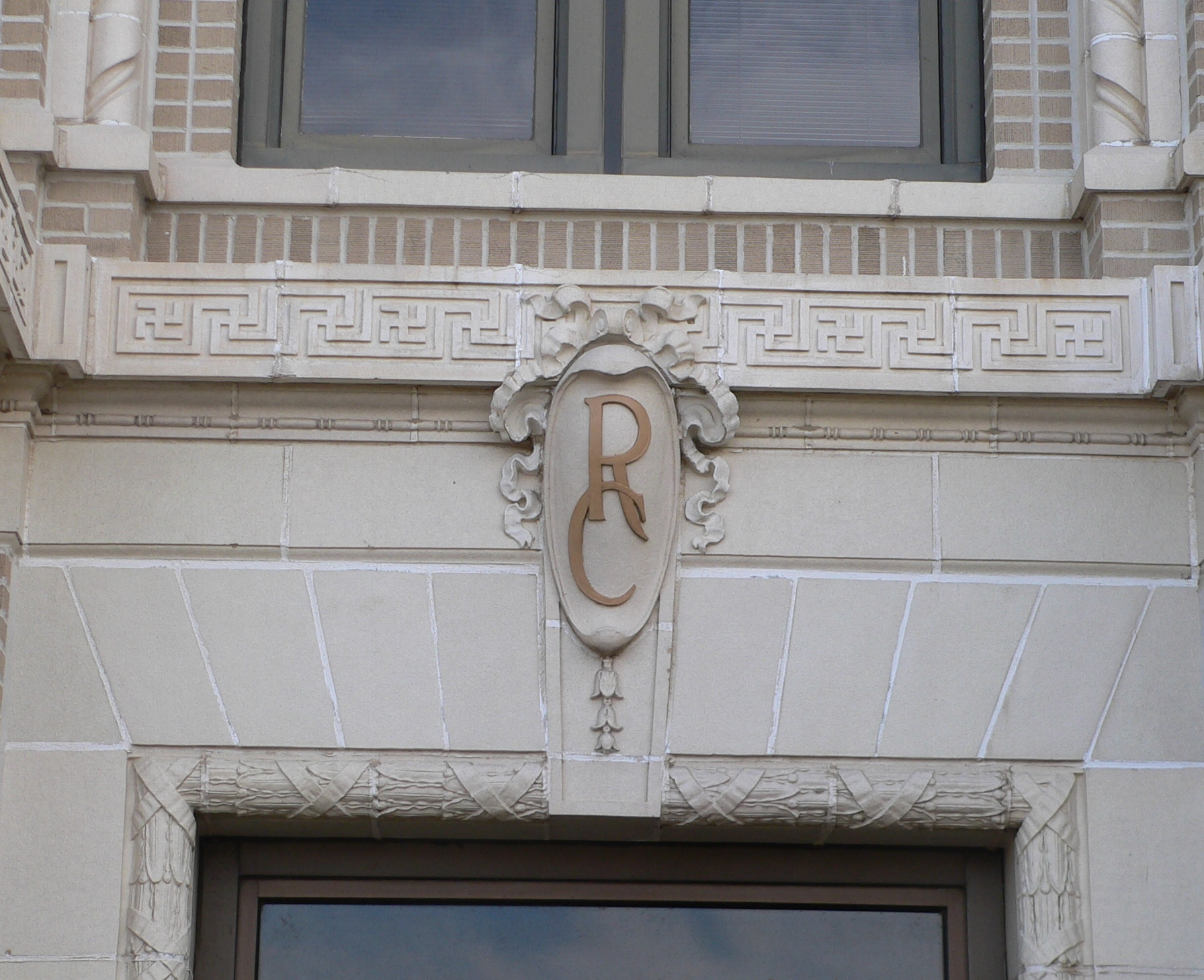
RC de Richardson County en la fachada
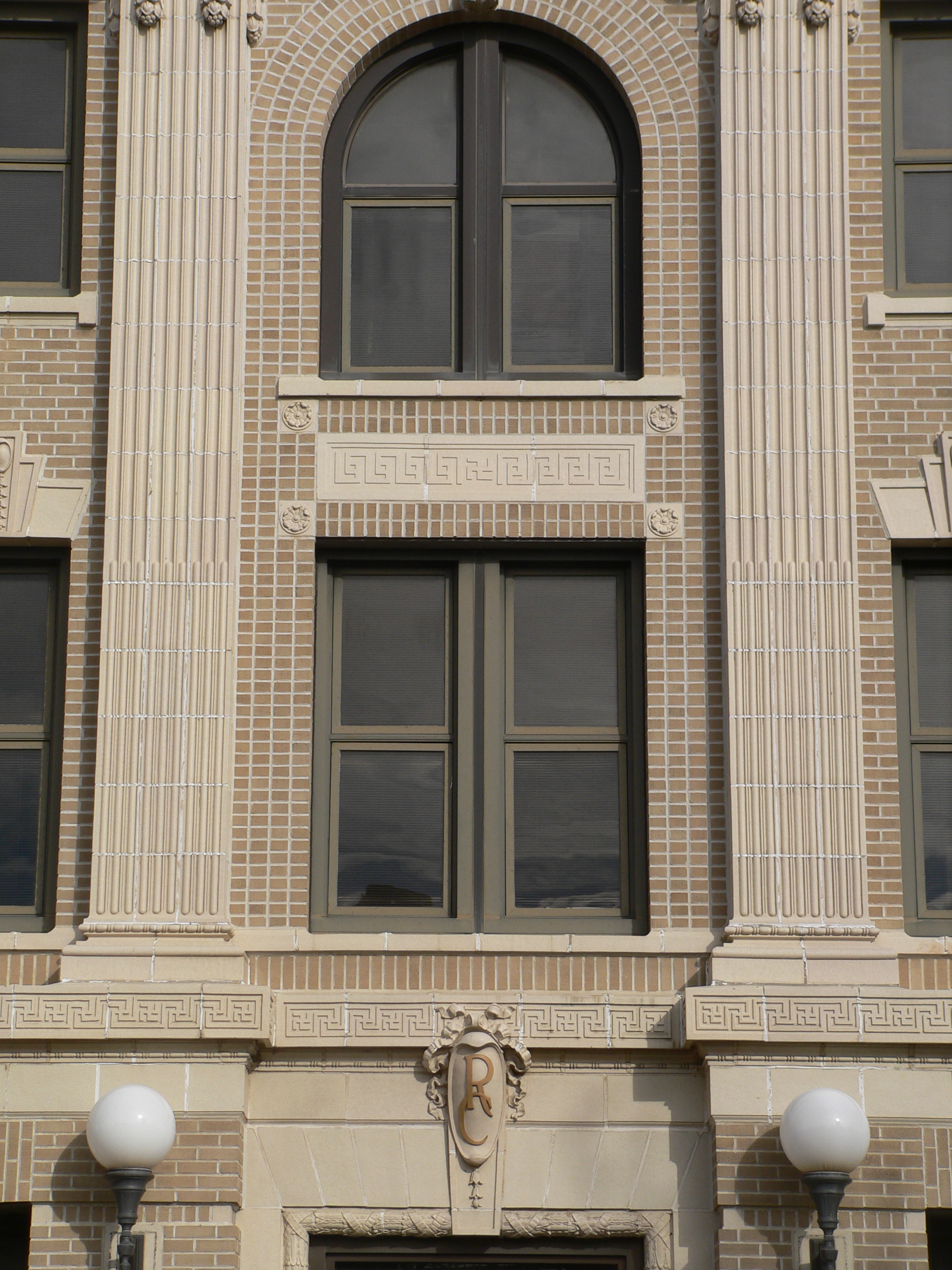
Ventana en el costado sur
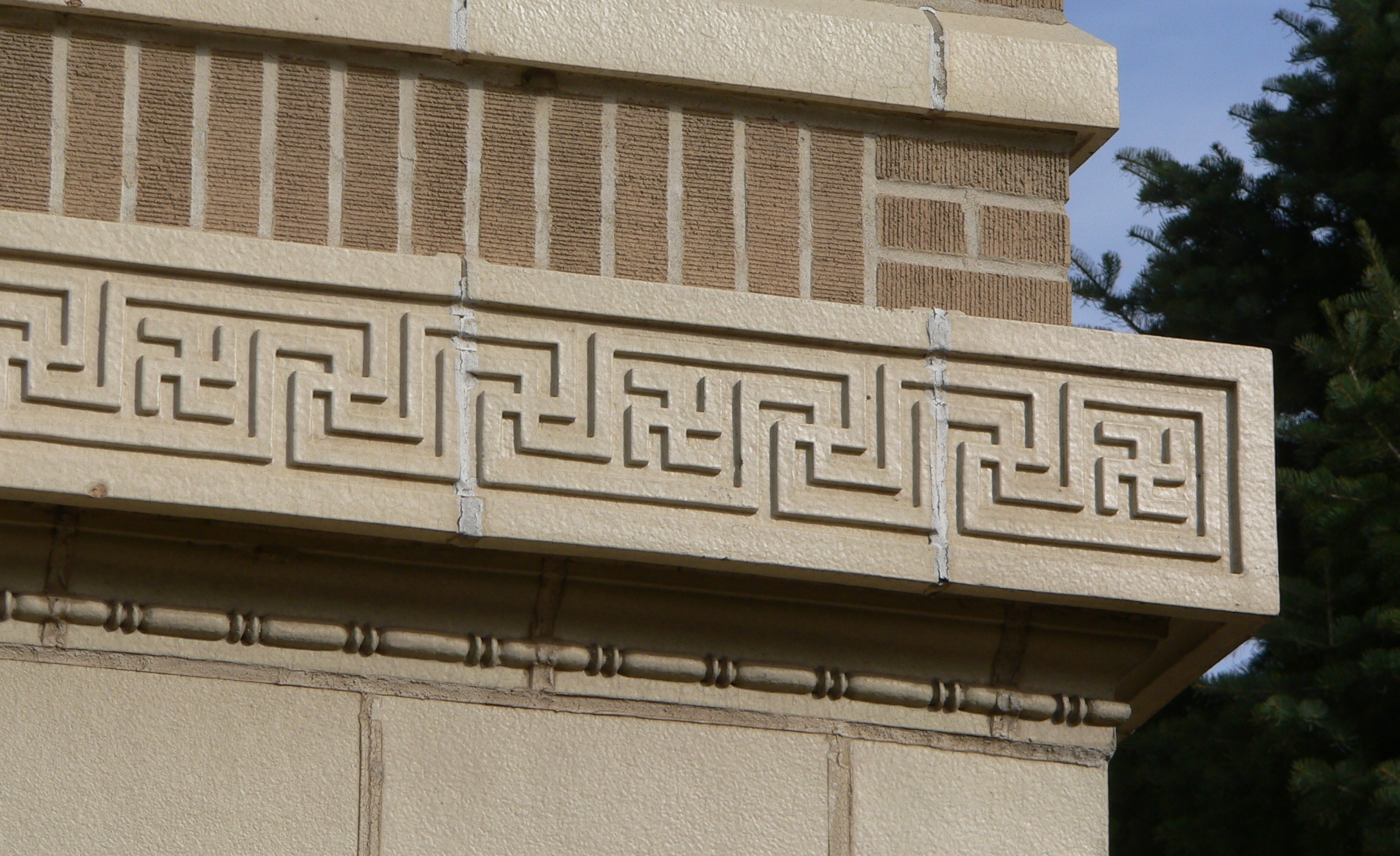
Relieves en la fachada
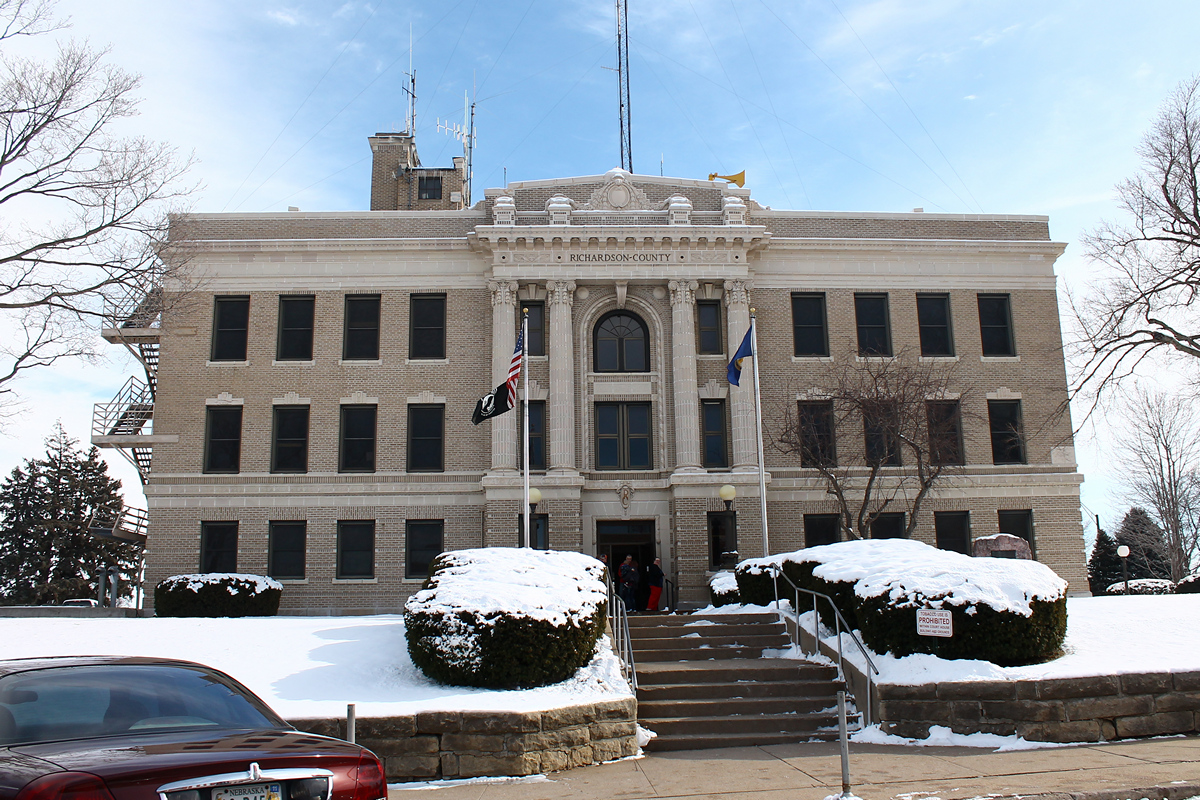
Costado noreste